# هنك إلزيرمان
هنك إلزيرمان (بالهولندية: Henk Elzerman)‏ (مواليد 18 سبتمبر 1958) هو سبّاح هولندي، مثّل بلاده في الألعاب الأولمبية الصيفية 1976.

## روابط خارجية
هنك إلزيرمان على موقع الاتحاد الدولي للسباحة (الإنجليزية)
- هنك إلزيرمان على موقع أوليمبيديا (الإنجليزية)